# Rampage (film, 2009)
Rampage är en thrillerfilm från 2009 i regi av Uwe Boll som handlar om en man i 20-årsåldern som begår en massaker i sin hemstad. Uppföljaren Rampage: Capital Punishment släpptes 2014.

## Handling
Bill Williamson (Brendan Fletcher) är en smått misslyckad man i 20-årsåldern som bor hemma hos sina föräldrar efter att han hoppat av sin universitetsutbildning. Han diskuterar det moderna livets frustrationer med sin vän Evan (Shaun Sipos) som spelar in sina tankar på video. Iklädd en hemmagjord skottsäker rustning, en hjälm som täcker ansiktet och beväpnad med automatvapen iscensätter Bill en massaker i sin hemstad. Han börjar med att köra in en fjärrstyrd skåpbil med sprängmedel i den lokala polisstationen och skjuter sedan ner folk på gatan. Han går in på en bank och rånar den för att sedan elda upp pengarna i en soptunna samtidigt som han skriker att "era pengar betyder inget". Han avslutar med att möta upp sin vän Evan som väntar i skogen i tron att de ska spela paintball. Bill gör honom medvetslös med en taser och skjuter honom i huvudet så att det ser ut som han begått självmord. Det visar sig att Bill inte bränt upp de riktiga pengarna från rånet utan falska sedlar han tryckt hemma, han har också planerat länge att lägga skulden på Evan genom att beställa vapen och utrustning till hans adress med förevändningen att hans pappa förbjudit honom att köpa hem saker. 

## Roller
- Brendan Fletcher – Bill
- Michael Paré – Sheriff Melvoy
- Shaun Sipos – Evan
- Lynda Boyd – Bills mor
- Robert Clarke – Evans far
- Matt Frewer – Bills far